# Cathy Freeman
Cathy Freeman (Mackay, Queensland, 16 de fevereiro de 1973) é uma atleta australiana especialista nos 400 metros rasos. Foi a primeira atleta aborígene a representar a Austrália nos Jogos Olímpicos (Atlanta 1996) e a vencer o Campeonato Mundial de Atletismo (Atenas 1997). Ainda é seu o recorde da Oceania nos 400m com a marca de 48 segundos e 63 centésimos conquistado em 29 de julho de 1996 nos Jogos Olímpicos de 1996. Em 2000 teve a honra de acender a Pira Olímpica na cerimônia de abertura dos Jogos Olímpicos de Sydney.

## Recordes pessoais
Esses são seus recordes pessoais:
| Evento                      | Marca                       | Vento                       | Local                         | Local                       | Data                        |
| Pista ao ar livre (outdoor) | Pista ao ar livre (outdoor) | Pista ao ar livre (outdoor) | Pista ao ar livre (outdoor)   | Pista ao ar livre (outdoor) | Pista ao ar livre (outdoor) |
| --------------------------- | --------------------------- | --------------------------- | ----------------------------- | --------------------------- | --------------------------- |
| 100m                        | 11s24                       | +1,1                        | Brisbane                      | Austrália                   | 5 de fevereiro de 1994      |
| 200m                        | 22s25                       | +1,3                        | Victoria (Colúmbia Britânica) | Canadá                      | 26 de agosto de 1994        |
| 300m                        | 36s42                       | -                           | Cidade do México              | México                      | 3 de maio de 2003           |
| 400m                        | 48s63[a]                    | -                           | Atlanta                       | Estados Unidos              | 29 de julho de 1996         |
| Pista coberta (indoor)      |                             |                             |                               |                             |                             |
| 60m                         | 7s48                        | -                           | Toronto                       | Canadá                      | 12 de março de 1993         |

a. ^ Recorde da Oceania.

## Prêmios e honrarias
- 2001 - Arthur Ashe Courage Award